# Sant Pere de la Sala
Sant Pere de la Sala és una capella de la masia de la Sala, al municipi de Llobera (Solsonès), inclosa en l'Inventari del Patrimoni Arquitectònic de Catalunya.

## Situació
La capella i la masia es troben a la part sud del terme municipal, a les aplanades costes que baixen del Serrat Espès, a la capçalera del barranc del Soler, a migjorn de l'Hostal Nou.
S'hi va des de l'Hostal Nou prenent l'antiga carretera LV-3005 a Torà. Als 400 metres(41° 55′ 04″ N, 1° 27′ 38″ E / 41.917660°N,1.460604°E) es deixa la carretera i s'agafa la que deriva cap a l'esquerra (senyalitzat "Dolmen de Llanera"). Se segueix sempre recte. Nova bifurcació als 1,8 km.(41° 54′ 17″ N, 1° 27′ 37″ E / 41.904847°N,1.460165°E): seguir recte per la dreta direcció "La Sala", entre d'altres. 300 metres més enllà(41° 54′ 10″ N, 1° 27′ 33″ E / 41.902736°N,1.459215°E) hi ha l'última bifurcació: deixar la de la dreta, seguir recte i transcorreguts altres 350 m (2,5 km des de l'Hostal Nou), deixar el vehicle i anar a peu a la capella per una pista que hi mena.

## Descripció

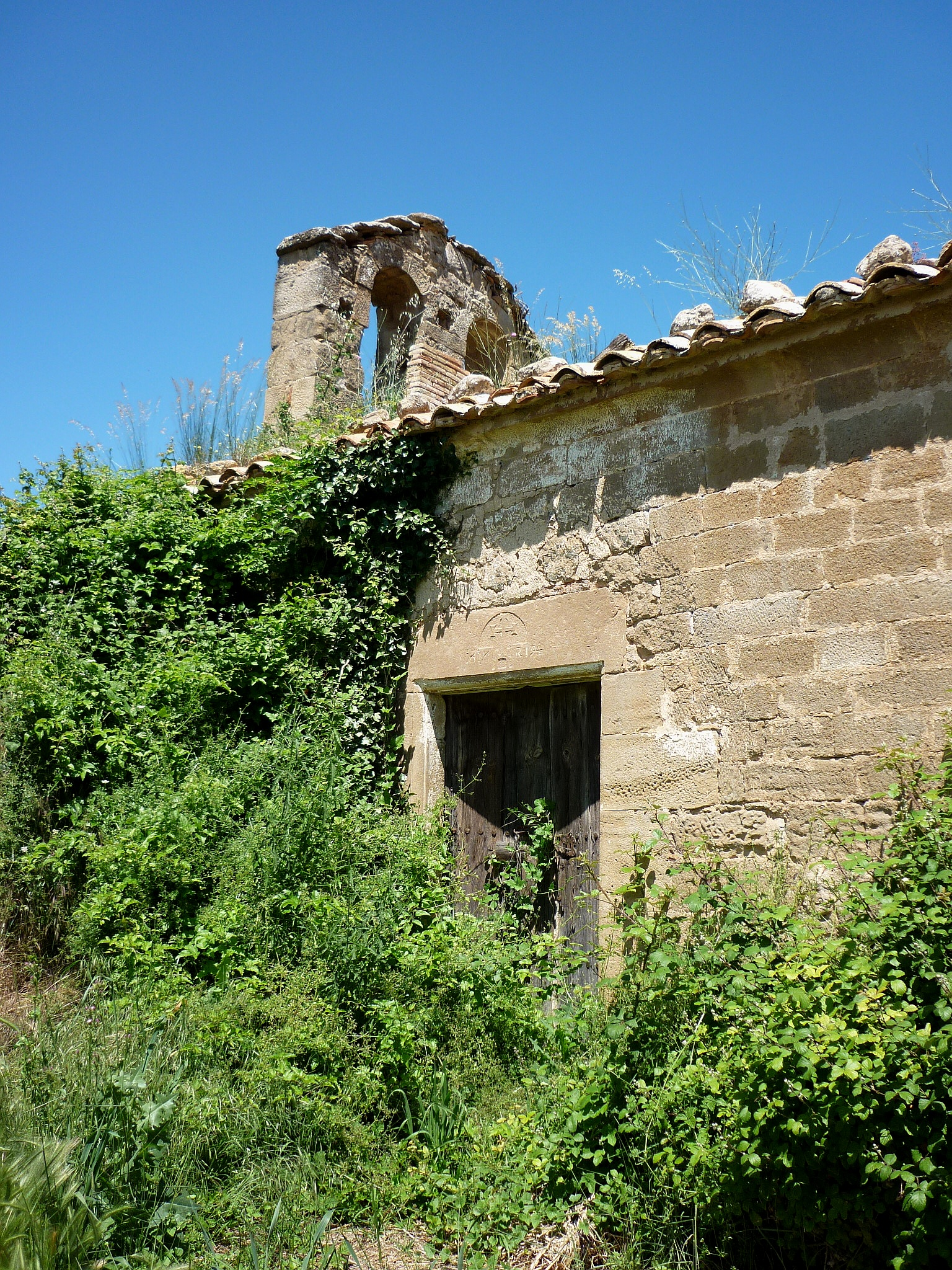
Portal i espadanya

Una nau de planta rectangular sense absis. Està orientada a l'est. La coberta és de dos vessants. Al frontis hi ha un campanar d'espadanya amb dues obertures. La porta és al mur de sud-est. A l'interior hi ha una volta de canó lleugerament apuntada, que correspon a la part primitiva, i una continuació d'aquesta posterior feta amb material més bast de tàpia.
Està enguixada. La cara est sembla feta de nou, ja que els carreus estan relligats amb ciment. L'any 1694, segons consta en una llinda que hi ha a la porta d'accés a l'església, la nau és allargada amb un presbiteri i un cos adossat al mur sud-est amb funció de sagristia.
Està pràcticament coberta d'arrels i vegetació, sobretot al sostre i al cantó de llevant, fet que empitjora encara més el seu estat.

## Història
És, de les esglésies de Llobera, la que té fins al moment una referència més antiga, de l'any 1002. Sanç de Llobera i sa muller Quinedelde estableixen un mas que limita amb Sant Pere de Comajuncosa. El 1060, el seu fill, Mir i sa muller Estefania venen a Guitard i a Eicolina uns alous prop de Sant Pere, així com la mateixa església, el cementiri i ornaments.
Pels capbreus dels segles XIV i XVI sabem que Sant Pere és una sufragània de la parròquia de Sant Pere de Llobera. L'any 1694, segons consta en una llinda que hi ha a la porta d'accés a l'església, la nau és allargada amb un presbiteri i un cos adossat al mur sud-est en funció de sagristia. L'any 1897 perd la categoria de sufragània a causa de la nova distribució de les parròquies.